# Карибский хиндустани
Карибский хиндустани (Aili Gaili, Caribbean Hindustani, Trinidad Bhojpuri; деванагари कैरेबियाई हिंदुस्तानी, кайтхи 𑂍𑂶𑂩𑂵𑂥𑂱𑂨𑂰𑂆⸱𑂯𑂱𑂁𑂠𑂳𑂮𑂹𑂞𑂰𑂢𑂲, арабица کَیریبئائی ہندوستانی‎) — диалект языка бходжпури, на котором говорят в прибрежном Суринаме, в Гайане и Тринидаде и Тобаго. Названия этих трёх стран часто ставятся перед названием языка, так что местный вариант языка может быть известен, например, как «сарнами-хиндустани» в Суринаме. Большинство людей называют этот язык просто «хиндустани».
Сарнами-хиндустани является третьим по распространённости в Суринаме после нидерландского и сранан-тонго. На языке говорят потомки эмигрантов из нынешних индийских штатов Бихар и Уттар-Прадеш; в Суринаме и Нидерландах они известны как Hindostanen (ед. ч. Hindostaan). Из-за преобладания говорящих на бходжпури эмигрантов на карибский хиндустани и сарнами-хиндустани больше всего повлияли язык бходжпури и другие разновидности языка бихари. Хиндустани является одной из крупнейших этнических групп в Суринаме, и индийская культура играет важную роль в жизни индо-суринамского сообщества.

## Диалекты
Карибский хиндустани в соседней Гайане известен как айли-гайли, на котором говорит несколько пожилых людей в пределах сообщества из 300 000 индо-гайянцев.
На разновидности также говорят в Тринидаде и Тобаго, где известен как тринидадский бходжпури. По состоянию на 1996 год на нём говорили 15 633 человека.